# Parachma
Parachma is een geslacht van vlinders van de familie snuitmotten (Pyralidae), uit de onderfamilie Chrysauginae.

## Soorten
- P. atripunctalis Hampson, 1906
- P. borregalis Dyar, 1908
- P. fervidalis Dyar, 1914
- P. huralis Dyar, 1914
- P. ignefusalis Hampson, 1906
- P. lequettealis Guillermet, 2011
- P. lutealis Hampson, 1897
- P. meterythra Hampson, 1897
- P. nua Dyar, 1914
- P. ochracealis Walker, 1865
- P. pallidalis Hampson, 1906
- P. phoenicochroa Hampson, 1916
- P. rufitinctalis Hampson, 1916
- P. rufoflavalis Hampson, 1906
- P. thermalis Hampson, 1906